# Reheated
Reheated è un album dei Canned Heat pubblicato nel 1988.

## Tracce
1. Looking for the Party – 3:45
2. Drifting – 2:47
3. I'm Watching You – 5:18
4. Bullfrog Blues – 2:57
5. Hucklebuck – 4:45
6. Mercury Blues – 3:14
7. Gunstreet Girl – 3:47
8. I Love to Rock & Roll – 2:35
9. (So Fine) Betty Jean – 5:06
10. Take Me to the River – 4:08
11. Red Headed Woman – 3:55
12. Built for Comfort – 3:47

## Musicisti
- Junior Watson - chitarra, voce
- James Thornbury - chitarra, armonica a bocca, voce
- Larry Taylor - basso, voce
- Fito de la Parra - batteria, voce